# Tonel
António Leonel Vilar Nogueira Sousa poznatiji kao Tonel (Lourosa, 13. travnja 1980.), bivši portugalski nogometaš. Igrao je na poziciji braniča.

## Klupska karijera
Počeo je u mlađim uzrastima nogometnih klubova Sporting Espinho i FC Porto. U FC Portu je prvotno igrao u B timu (40 utakmica i 1 pogodak) da bi potom bio posuđen Academici iz Coimbre u kojoj je Tonel debitirao kao profesionalac te proveo tri godine (2001 - 2004). Nakon toga nije se vratio u Porto već je u razmjeni igrača otišao u Marítimo iz Madeire gdje ostaje godinu dana i igra u timu koji je igrao protiv Rangersa u Kupu UEFA-e u sezoni 2004/05. Nakon uspješne sezone u momčadi iz Madeire Tonel 2005. godine potisuje za Sporting iz Lisabona gdje ostaje do 2010. godine i prelaska u Dinamo Zagreb. 
U zimu 2013. raskida ugovor i iz Dinama prelazi u portugalsku Beira-Mar. U Beira-Mar je odigrao četiri utakmice. U istoj godini odlazi u Feirense, gdje je odigrao preko 60 ligaških utakmica. Zadnji klub mu je bio Belenenses.

## Reprezentativna karijera
Tonel je odigrao 24 utakmice za portugalsku reprezentaciju do 21 godine i postignuo jedan pogodak. Za Portugalsku A reprezentaciju debitirao je 15. studenog 2006. godine u 3-0 pobjedi protiv Kazahstana u kvalifikacijskoj utakmici za odlazak na Europsko nogometno prvenstvo 2008. godine. Svoju drugu reprezentativnu utakmicu Tonel je odigrao 3. ožujka 2010. godine u prijateljskoj utakmici protiv nogometne reprezentacije Kine, koju je Portugal dobio 2-0.  

## Vanjske poveznice
- Sportnet.hr Portugalac pojačava Dinamovu obranu
- Tonel na hrsport.net  Arhivirana inačica izvorne stranice od 18. studenoga 2010. (Wayback Machine)